# Hoya nummularia
Hoya nummularia är en oleanderväxtart som beskrevs av Joseph Decaisne. Hoya nummularia ingår i släktet Hoya och familjen oleanderväxter. Inga underarter finns listade i Catalogue of Life.